# 钙蛋白酶
钙蛋白酶（EC 3.4.22.52, EC 3.4.22.53）是一种蛋白质，属于钙依赖性、非溶酶体半胱氨酸蛋白酶（蛋白水解酶）家族，在哺乳动物和许多其他生物体中普遍表达。钙蛋白酶构成MEROPS数据库中蛋白酶族CA的C2家族。钙蛋白酶蛋白水解系统包括钙蛋白酶、小的调节亚基CAPNS1（也称为CAPN4）和内源性钙蛋白酶特异性抑制剂，钙蛋白酶抑制蛋白。

## 发现
钙蛋白酶的发现史源于1964年，当时在大脑、眼睛晶状体和其他组织中检测到由“钙激活中性蛋白酶”（CANP）引起的钙依赖性蛋白水解活动。在1960年代后期，这些酶在大鼠脑和骨骼肌中被分离和独立表征。这些活性是由与溶酶体不相关的细胞内半胱氨酸蛋白酶引起的，并且在中性pH值下具有最佳活性，这清楚地将其与蛋白酶的组织蛋白酶家族区分开来。钙依赖性活性、细胞内定位以及其底物上有限的特异性蛋白酶解，突出了钙蛋白酶作为调节蛋白酶而不是消化蛋白酶的作用。当这种酶的序列为人所知时，它被命名为“钙蛋白酶”，以识别其与当时两种众所周知的蛋白质的共同特性，即钙调节信号蛋白、钙调蛋白和木瓜蛋白酶。此后不久，人们发现该活性可归因于两种主要的同工型，称为μ-钙蛋白酶和m-钙蛋白酶（或钙蛋白酶I和II），它们的体外钙需求主要不同。它们的名称反映了它们分别被细胞内微摩尔浓度和近毫摩尔浓度的Ca2+激活的事实。
迄今为止，这两种同种型仍然是钙蛋白酶家族中最具特征的成员。在结构上，这两种异二聚体同工型共享一个相同的小（28 kDa）亚基（CAPNS1，前称CAPN4），但具有不同的大（80 kDa）亚基，称为钙蛋白酶1和钙蛋白酶2（分别由CAPN1和 CAPN2基因编码）。

## 切割特异性
没有特定的氨基酸序列能够被钙蛋白酶唯一识别。在蛋白质底物中，三级结构元件可能负责将切割引导至特定底物，而非一级氨基酸序列。在肽和小分子底物中，最一致报道的特异性是P2位的小疏水氨基酸（例如亮氨酸、缬氨酸和异亮氨酸）和P1位的大疏水氨基酸（例如苯丙氨酸和酪氨酸）。可以说，目前最好的荧光钙蛋白酶底物是(EDANS)-Glu-Pro-Leu-Phe=Ala-Glu-Arg-Lys-(DABCYL)，切割发生在 Phe=Ala键上。

## 扩展家庭
人类基因组计划揭示了存在十几种其他钙蛋白酶异构体，其中一些具有多种剪接变体。作为第一个确定了三维结构的钙蛋白酶，m-钙蛋白酶是MEROPS数据库中C2（钙蛋白酶）家族的类型蛋白酶。
| 基因   | 蛋白质          | 别名                         | 组织表达                                 | 关联疾病                                                      |
| ------ | --------------- | ---------------------------- | ---------------------------------------- | ------------------------------------------------------------- |
| CAPN1  | 钙蛋白酶1       | 钙蛋白酶1大亚基、μ-钙蛋白酶  | 无处不在                                 |                                                               |
| CAPN2  | 钙蛋白酶2       | 钙蛋白酶2大亚基、m-钙蛋白酶  | 无处不在                                 |                                                               |
| CAPN3  | 钙蛋白酶3       |                              | 骨骼肌、视网膜和晶状体特异性             | 2A型肢带型肌营养不良症                                        |
| CAPN5  | 钙蛋白酶5       |                              | 无处不在（在结肠、小肠和睾丸中含量很高） | 可能与坏死有关，因为它是秀丽隐杆线虫坏死基因tra-3的直系同源物 |
| CAPN6  | 钙蛋白酶6       | CAPNX、Calpamodulin          |                                          |                                                               |
| CAPN7  | 钙蛋白酶7       | palBH                        | 无处不在                                 |                                                               |
| CAPN8  | 钙蛋白酶8       |                              | 专属于胃黏膜和消化道                     | 可能与结肠息肉的形成有关                                      |
| CAPN9  | 钙蛋白酶9       |                              | 专属于胃黏膜和消化道                     | 可能与结肠息肉的形成有关                                      |
| CAPN10 | 钙蛋白酶10      |                              |                                          | 2型糖尿病易感基因                                             |
| CAPN11 | 钙蛋白酶11      |                              | 睾丸                                     |                                                               |
| CAPN12 | 钙蛋白酶12      |                              | 无处不在，但毛囊中含量高                 |                                                               |
| CAPN13 | 钙蛋白酶13      |                              | 睾丸和肺                                 |                                                               |
| CAPN14 | 钙蛋白酶14      |                              | 无处不在                                 |                                                               |
| CAPN17 | 钙蛋白酶17      |                              | 鱼类和两栖动物而已                       |                                                               |
| SOLH   | 钙蛋白酶15      | Sol H (果蝇基因溶胶的同源物) |                                          |                                                               |
| CAPNS1 | 钙蛋白酶小亚基1 | 钙蛋白酶4                    |                                          |                                                               |
| CAPNS2 | 钙蛋白酶小亚基2 |                              |                                          |                                                               |

## 功能
尽管对钙蛋白酶的生理作用仍然知之甚少，但它们已被证明是细胞移动和细胞周期进程等过程的积极参与者，以及成肌细胞内的细胞类型特异性功能，如神经元中的长期增强作用和细胞融合等。在这些生理条件下，短暂和局部的钙流入细胞会激活少量的局部钙蛋白酶（例如，靠近Ca2+通道的钙蛋白酶），然后通过催化其靶蛋白的受控蛋白水解来推进信号转导途径。此外，已发现蛋白激酶A的磷酸化和碱性磷酸酶的去磷酸化通过增加无规卷曲和减少其结构中的β-折叠来正向调节μ-钙蛋白酶的活性。磷酸化可提高蛋白水解活性并刺激μ-钙蛋白酶的自动激活。然而，增加的钙浓度超过了磷酸化和去磷酸化对钙蛋白酶活性的影响，因此钙蛋白酶活性最终取决于钙的存在。据报告，钙蛋白酶的其他作用是在细胞功能中，帮助调节凝血和血管直径，并在记忆中发挥作用。钙蛋白酶与凋亡细胞死亡有关，并且似乎是坏死的重要组成部分。洗涤剂分级揭示了钙蛋白酶的细胞溶质定位。
由CAPNS1调节的、增强的钙蛋白酶活性显着促进了缺氧环境下的血小板高反应性。
在大脑中，μ-钙蛋白酶主要位于细胞体和神经元的树突中，轴突和神经胶质细胞中的程度较低，而m-钙蛋白酶在神经胶质细胞中被发现，而在轴突中发现了少量。由于运动和营养状态改变，钙蛋白酶还参与骨骼肌蛋白质分解。

## 临床意义

### 病理
细胞中钙蛋白酶的结构和功能多样性反映在它们参与多种疾病的发病机制中。至少有两种众所周知的遗传疾病和一种癌症与组织特异性钙蛋白酶有关。当有缺陷时，哺乳动物钙蛋白酶3（也称为p94）是导致2A型肢带型肌营养不良症的基因产物，钙蛋白酶10已被确定为2型糖尿病的易感基因，而钙蛋白酶9已被确定为胃癌的抑癌剂。此外，钙蛋白酶的过度活化与许多与钙稳态改变相关的病理有关，例如阿尔茨海默症和白内障形成，以及心肌缺血后急性细胞应激引起的继发性变性、脑（神经元）缺血、外伤性脑损伤和脊髓损伤。在脑血管意外（缺血级联反应期间）或某些类型的创伤性脑损伤（如弥漫性轴索损伤）后，Ca2+的流入可激活过量的钙蛋白酶。细胞中钙浓度的增加会导致钙蛋白酶激活，从而导致靶蛋白和非靶蛋白的蛋白水解不受调节，从而导致不可逆的组织损伤。过度活跃的钙蛋白酶会分解细胞骨架中的分子，例如血影蛋白、微管亚基、微管相关蛋白和神经丝。它还可能损害离子通道、其他酶、细胞黏附分子和细胞表面受体。这可能导致细胞骨架和细胞膜的降解。钙蛋白酶还可能分解因轴突拉伸损伤而受损的钠离子通道，导致钠流入细胞。这反过来又导致神经元去极化和更多的Ca2+流入。钙蛋白酶激活的一个重要后果是在心脏缺血性损伤后出现心脏收缩功能障碍。缺血心肌再灌注后，心脏细胞（心肌细胞）出现钙超载或过量。钙的这种增加导致钙蛋白酶的激活。最近发现，钙蛋白酶与通过介导血小板过度活化促进高原诱导的静脉血栓形成有关。

### 治疗性抑制剂
钙蛋白酶活性的外源调节对于在广泛的病理状态下开发治疗方法具有重要意义。作为支持钙蛋白酶抑制在缺血中的治疗潜力的众多例子中的几个，钙蛋白酶抑制剂AK275在缺血后给药时可保护大鼠免受局灶性缺血性脑损伤，而MDL28170可显着减少大鼠局灶性缺血模型中受损梗塞组织的大小。此外，已知钙蛋白酶抑制剂具有神经保护作用：PD150606、 SJA6017、 ABT-705253、和SNJ-1945.
头部受伤后，钙蛋白酶可能会在大脑中释放长达一个月，并且可能导致有时在此类受伤后发现的大脑萎缩。然而，钙蛋白酶也可能参与“重塑”过程，帮助修复受伤后的损伤。